# نابه‌شیما نائوشیگه

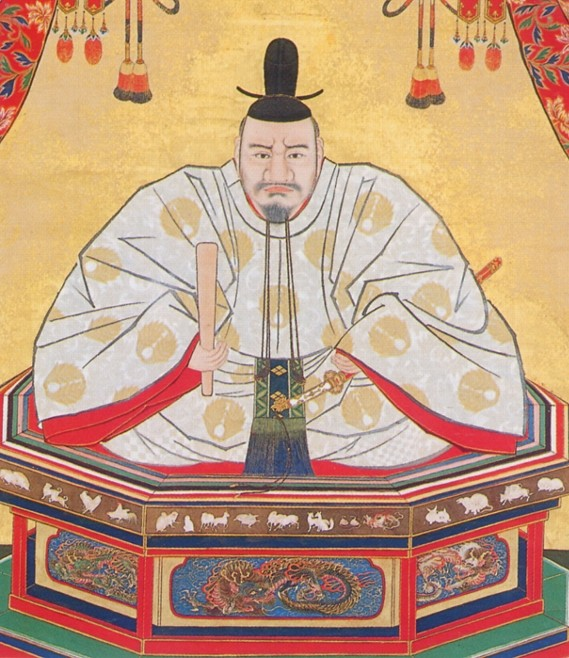

نابه‌شیما نائوشیگه (به ژاپنی: 鍋島 直茂 Nabeshima Naoshige)(۱۲ آوریل , ۱۵۳۷ – ۲۴ ژوئیه , ۱۶۱۹) یک دایمیوی ژاپنی بود که به خاندان تویوتومی خدمت می‌کرد.